# Andrea Amati
Pour les articles homonymes, voir Amati.
Pour les autres membres de la famille, voir Famille Amati.
Andrea Amati (Crémone, 1505/1510 – 24 décembre 1577) est un luthier italien, actif au XVIe siècle, le premier d'une famille célèbre, dont Niccolò Amati sera le plus illustre.

## Biographie
Andrea Amati semble avoir exercé le métier de luthier, faiseur de luths, avant de se lancer à Crémone dans la production de violons. Il ne fut pas l'élève de Gasparo da Salò, son cadet de trente ans. C'est l'un des rares luthiers du XVIe siècle, dont on possède encore des instruments. Ils datent des années 1550.
Andrea Amati est le père d'Antonio Amati (1540-1638) et de Girolamo Amati (1561-1630); et le grand-père de Niccolo Amati.

## Violons
Ses violons, très rares, sont de petite taille et ont une courbure accentuée de la table d'harmonie. Le vernis peut être jaune orangé ou brun. L'instrument est caractérisé par une faible puissance sonore en relation avec la courbure de la table d'harmonie, compensée par un son d'une douceur extrême.

## Sources
- Alberto Conforti (trad. Rita Petrelli), Le violon [« Il violino »], Milan, Flammarion, 1987, 160 p. (ISBN 2-08-201833-4, OCLC 319796720), « Collections, collectionneurs, ventes, imitations », p. 92.